# Paweł Hebel
Paweł Hebel ps. „Szybki”, „Zagłoba” (ur. 8 maja 1920 w Bojanie, zm. w styczniu 1945 w obozie koncentracyjnym Stutthof) – dowódca grupy sabotażowo-dywersyjnej organizacji Polska Żyje, a następnie oddziału partyzanckiego Tajnej Organizacji Wojskowej "Gryf Pomorski".

## Życiorys
Był synem Pawła Hebla, rolnika i Franciszki z domu Klein. Uczęszczał do szkoły powszechnej w Bojanie, a następnie do seminarium duchownego w Górnej Grupie. Nie ukończył go jednak i przeniósł się do Gimnazjum im. Jana III Sobieskiego w Wejherowie, w którym zdał małą maturę. Należał wówczas do gimnazjalnego hufca Przysposobienia Wojskowego. W 1938 przerwał naukę i wstąpił na ochotnika do wojska, uczestnicząc następnie w akcji zajęcia Zaolzia. Brał udział w wojnie obronnej 1939 w stopniu kaprala; dostał się do niewoli niemieckiej w rejonie Sandomierza. Udało mu się zbiec z transportu jenieckiego i powrócił na Pomorze. W październiku 1939 zaangażował się w działalność konspiracyjną w ramach organizacji podziemnej Polska Żyje, działającej w Wejherowie i okolicach. 
Od czerwca 1940 był członkiem grupy sabotażowo-dywersyjnej (krypt. "Dysab"), a od końca grudnia tego roku – dowódcą jednego z jej oddziałów specjalnych. Po scaleniu organizacji Polska Żyje z TOW "Gryf Pomorski" w poł. 1942, został zastępcą komendanta powiatu morskiego. Był kierownikiem komórki wywiadu i kontrwywiadu oraz organizował oddziały partyzanckie. W październiku tego roku został członkiem oddziału leśnego OP "Koleczkowo" TOW "Gryf Pomorski", którym dowodził w latach 1943–1944. Przeprowadził wiele akcji zbrojnych przeciwko Niemcom i kolaborantom, m.in. 23 maja 1944 w leśniczówce Kamień wykonał wyrok śmierci na leśniczym za wydanie Polaków. Prawdopodobnie zorganizował też akcję brawurowego porwania samochodu gaulaitera Alberta Forstera. Nie mogąc go schwytać, Niemcy zamordowali jego ojca, a brata osadzili w obozie koncentracyjnym Stutthof. 
4 października 1944 Paweł Hebel został ciężko ranny w starciu z patrolem niemieckim w Głazicy, podczas którego zastrzelił oficera żandarmerii i ranił dwóch żandarmów. Ukrył się w gospodarstwie rodziny Grzenkowiczów w Częstkowie, gdzie mieszkała jego narzeczona. 18 października zabudowania otoczyła ekspedycja niemieckiej żandarmerii. W wyniku walki ranny Paweł Hebel został ujęty. Był brutalnie przesłuchiwany przez Gestapo na Kamiennej Górze w Gdyni, a następnie w Gdańsku. W bardzo ciężkim stanie przewieziono go do obozu koncentracyjnego Stutthof, gdzie zmarł w styczniu 1945.